# USB 3.0
USB 3.0 је трећа генерација USB стандарда за за повезивање рачунара и електронских уређаја . Међу осталим побољшањима, USB 3.0 уводи и нови режим преноса назван SuperSpeed(SS) који може преносити податке брзином до 5 Gbit/s (625 MB/s), што је више него десет пута брже од USB 2.0 стандарда . Конектори за USB 3.0 се разликују од конектора за USB 2.0 по плавој боји, и иницијалима SS.
Средином новембра 2008. године група за промоцију USB 3.0 с поносом је објавила да је израда спецификација новог стандарда завршена. Након тога на сцену је ступио форум имплементатора који је за задатак имао решавање техничких питања и недоумица током развоја уређаја. Неких годину дана касније, на тржишту се може наћи и покоји примерак матичних плоча са USB 3.0 портовима, као и периферија које се преко њега могу повезати.

## Побољшања остварена увођењем USB 3.0 стандарда
Измењена је најбитнија компонента УСВ-а, физички медиј или кабл. Поред уобичајених жила за напајање и једне парице за комуникацију, USB 3.0 кабл садржи још две парице и оклоп који чине Bus. Иза овог појма крије се посебна full-duplex магистрала прављена по узору на PCI-E. Максималан проток преко SSB-a износи 4,8 Gbit/s (600 MB/s). Додавање ових парица захтевало је смештање још четири контакта на постојеће конекторе. Резултат ове измене донео је и неке проблеме са компатибилношћу. Наиме, конектори на USB 3.0 кабловима нису компатибилни са USB 2.0 утичницама на уређајима. На сву срећу, USB 3.0 утичнице ће моћи да прихватају USB 2.0 каблове, тако да ће бити задржана сва компатибилност са уређајима који раде по ранијим стандардима.

## Пренос података и синхронизација
SuperSpeed трансакцију иницира хост (рачунар)> захтевом на који следи одговор уређаја. Уређај или прихвати предлог или га одбије. Ако је предлог прихваћен уређај шаље податке или прихвата податке од хоста. Ако је крајња тачка заустављена уређај ће одговорити. Ако постоји недостатак простора или података одговор је Not Ready (NRDY) који говори да уређај није спреман да обради захтев. Када је уређај спреман одговор ће гласити Еndpoint ready(ERDY).
Употреба пакета који могу да имају једну или више улога у асинхронизацији омогућава линковима који не доприносе активно пакетима да буду у стању смањеног капацитета и тако омогуће бољу координацију енергије.

## Кодирање података
SuperSpeed обезбеђује преносни мод са протоком 5.0 Gbit/s са додатком од три преносна мода. Рачунајући на трошкове кодирања сирових података и спрецификације очекује се да ће у пракси тај проток износити око 3.2 Gbit/s ( или 400mb/s).
Нова USB 3.0 ће имати побољшано кодирање података за ефикаснији трансфер. Рачунари и други уређаји требаће нови чипсет да би имали брзину преноса 10 Gb/s. Promoter Group наводи да ће се користити исти конектори, али да постоји могућност да каблови који су доступни данас неће моћи радити на Gb/s, јер они нису сертификовани за овако велику брзину. Већа брзина USB преноса требало би да донесе многе користи корисницима који управљају великим датотекама, укључујући видео снимке снимљене у Full-HD и 3D формату, као и фотографијама снимљеним фото - апаратима као што је нови Nikon D600, који има сензор од 24,3 мегапиксела.
USB 3.0 Promoter Group чине Hewlett-Packard, Intel, Microsoft, Renesas Electronics Архивирано на веб-сајту  (16. мај 2015), ST-Ericsson и Texas Instruments. Група је објавила оригиналну верзију USB 3.0 спрецификације у новембру 2008 године. Promoter Group је такође развила USB Power Delivery спецификацију која омогућава испоруку повећане снаге преко USB каблова и конектора. С друге стране, Thunderbolt тек треба значајније да уђе на тржиште, тренутно се поред Apple-ove линије десктоп и лаптоп рачунара налази само на још неколико уређаја. Intel тренутно подржава 10 Gb/s, са плановима за повећање брзине са оптичким кабловима. Треба рећи да је Thunderbolt скупљи од USB-а.

## Доступност
Промотери USB-а 3.0 су објавили 17. новембра 2008. да је спецификација верзије 3.0 завршена и да је прешла у USB имплементаторски форум, водеће тело USB спецификација. Овај потез је ефективно отворио спецификацију хардвер произвођачима за имплементацију у будућим производима. Први потрошачки производи USB 3.0 су најављени и лансирани од стране Buffalo Tehnology у новембру 2009, док је први сертификован USB 3.0 потрошачки производ био најављен 5. јануара 2010. на Лас Вегасовом догађају Consumer Electronics Show (CES) заједно са две ASUS-ове матичне плоче и гигабајт технологијом. Матичне плоче за Intel's Sandy Bridge процесоре могу да се користе са Asmedia и Etron хост уређајима такође. 28. октобра 2010 Hewlett- Packard је пустио у промет HP Envy 17 3D у главној улози Renesas USB AMD је радио са Renesas да дода своје USB 3.0 имплементације у своју колекцију за 2011. платформу. На Consumer Electronics Show(CES) 2011. године Toshiba је открила лаптоп зван "Toshiba Qosmio X500" који има прикључен и USB 3.0 и Bluetooth 3.0, а Sony је пустио нову серију Sony VAIO лаптопова који имају укључену USB 3.0. технологију. Од априла 2011. Inspiron и Dell XPS серије су доступне са USB 3.0 портовима а од маја 2012. и Dell Latitude серије лаптопова. 
Још увек USB 3.0 уређаји не раде максималном (супер) брзином на Windows 8. Apple је 11. јуна 2012. најавио нови MacBook Airs и MacBook Pro са USB 3.0.